# Proteína vírica estructural
Una proteína estructural viral es una proteína viral que es un componente estructural del virus maduro. Por ejemplo, las proteínas accessorias 3a y 7a del coronavirus del SARS. Según su configuración, pueden ser globulares o fibrosas.